# Sporting Union Agen Lot-et-Garonne
L'Sporting Union Agen Lot-et-Garonne és la secció de rugbi a 15 del club polisesportiu Sporting Union Agen de la ciutat francesa d'Agen. Actualment l'equip de rugbi juga al campionat de Top 14 (1a divisió), després d'haver estat durant anys un dels grans equips del rugbi francès.

## Història
La idea de practicar el rugbi a Agen va néixer de la trobada fortuïta, vers el 1900, d'un lector d'anglès d'institut, d'un compatriota seu dentista i d'Alfred Armandie — Agenès . De seguida van fer arribar d'Anglaterra les normes d'aquest joc decidits a aprendre-les. Armandie es va convertir de seguida en el líder d'aquesta nova associació, cosa que fa que se'l consideri avui el veritable fundador del primer club de rugbi d'Agen.
L'any 1929 el SU Agen va jugar la primera semifinal del campionat de França, després d'eliminar a quarts de final a l'USAP de Perpinyà, un dels grans dominadors de la competició durant els anys 20. Finalment a la semifinal va caure davant de l'US Quillan. Tanmateix no s'hauria d'esperar gaire temps per veure l'Agen alçar el trofeu de campió de França, ja que l'any 1930 va vèncer a la final el mateix equip de Quilhan que l'any abans l'havia eliminat a semifinals. Els anys 30, però, no seran ni de lluny els millors anys de l'US Agen, ja que no serà fins a l'any 1943 que tornarà a jugar una final, perduda davant de l'Aviron Bayonnais per 3 a 0.
L'US Agen encara guanyaria un altre Campionat de França l'any 1945 contra el Lourdes abans d'encarar una nova dècada de sequera absoluta de títols. Serà durant els anys 60 que l'Agen va encetar una era de títols de campió de França que durarà fins als anys 80. D'aquesta manera guanyarà un total de sis títols en deu finals disputades entre l'any 1962 i el 2002.
Pel seu palmarès com a campió de França, el SUA és el quart club francès, amb vuit títols conquerits de 1930 fins a 1988 (igualant el Lourdes), darrere l'Stade toulousain (16), l'Stade français (13) i el Besiers (11). A més a més, l'US Agen compta igualment amb dues copes de França, guanyades el 1943 i el 1945, i quatre títols del Challenge Yves du Manoir, els del 1932, 1963, 1983 i 1992. A nivell continental, l'Agen ha participat dos cops en la Copa d'Europa, malgrat no haver arribat mai fins a quarts de final.
La temporada 2006-2007 el SU Agen era un equip que havia patit molts canvis respecte a la temporada anterior, ja que se'n van anar 16 jugadors veterans i en van arribar 16 de nous. Aquell any, tot i que els resultats a Europa eren prometedors, al campionat de França les coses no acabaven d'anar del tot bé. La fi del campionat va veure com les derrotes anaven enfonsant l'equip fins als darrers llocs de la classificació i, finalment, a la penúltima jornada va caure en els llocs de descens. El 2007 va ser l'any que va veure com el SU Agen descendia a 2a divisió, per primer cop des del 1925.

## Palmarès

### Proves majors
- Campionat de França (Bouclier de Brennus) (8):
  - Campió: 1930, 1945, 1962, 1965, 1966, 1976, 1982 i 1988.
  - Finalista: 1943, 1947, 1984, 1986, 1990 i 2002

El SUA a estat 13 cops semifinalista (1929, 1931, 1939, 1952, 1970, 1971, 1979, 1983, 1987, 1989, 1993, 1997 i 2003) i ha arribat 10 cops a quarts de final (1949, 1951, 1964, 1972, 1975, 1985, 1994, 1995, 1996 i 2001).
- Challenge Yves du Manoir (4):
  - Campió: 1932, 1963, 1983 i 1992
  - Finalista: 1933, 1970, 1975 i 1987

- European Shield:
  - Finalista: 1998

- Copa de França (2):
  - Campió: 1943 i 1945

- Campionat de França Espoirs (1):
  - Campió: 2004
  - Finalista: 2005

- Challenge Armand Vaquerin (1):
  - Campió : 1999

### Altres proves
- Challenge Jean Bouin:
  - Campió: 1989

- Bouclier d'automne:
  - Campió: 1973, 1975 i 1979

- Challenge Jules Cadenat:
  - Campió: 1972 i 1976
  - Finalista: 1971, 1973 i 1974

## Les finals de l'SU Agen

### Campionat de França
| Data de la final   | Vencedor              | Finalista          | Resultat | Lloc de la final                | Espectadors |
| 18 de maig de 1930 | SU Agen               | US Quillan         | 4-0 AP   | Parc Lescure, Bordeus           | 28.000      |
| 21 de març de 1943 | Aviron Bayonnais      | SU Agen            | 3-0      | Parc des Princes, París         | 28.000      |
| 7 d'abril de 1945  | SU Agen               | FC Lourdes         | 7-3      | Parc des Princes, París         | 30.000      |
| 13 d'abril de 1947 | Stade Toulousain      | SU Agen            | 10-3     | Stade des Ponts Jumeaux, Tolosa | 25.000      |
| 27 de maig de 1962 | SU Agen               | AS Béziers         | 14-11    | Stadium Municipal, Tolosa       | 37.705      |
| 23 de maig de 1965 | SU Agen               | CA Brive           | 15-8     | Stade de Gerland, Lió           | 28.758      |
| 22 de maig de 1966 | SU Agen               | US Dax             | 9-8      | Stadium Municipal, Tolosa       | 28.803      |
| 23 de maig de 1976 | SU Agen               | AS Béziers         | 13-10 AP | Parc des Princes, París         | 40.300      |
| 29 de maig de 1982 | SU Agen               | Aviron Bayonnais   | 18-9     | Parc des Princes, París         | 41.165      |
| 26 de maig de 1984 | AS Béziers            | SU Agen            | 21-21 AP | Parc des Princes, París         | 44.076      |
| 24 de maig de 1986 | Stade Toulousain      | SU Agen            | 16-6     | Parc des Princes, París         | 45.145      |
| 28 de maig de 1988 | SU Agen               | Stadoceste tarbais | 9-3      | Parc des Princes, París         | 48.000      |
| 26 de maig de 1990 | Racing club de France | SU Agen            | 22-12 AP | Parc des Princes, París         | 45.069      |
| 8 de juny de 2002  | Biarritz olympique    | SU Agen            | 25-22 AP | Stade de France, Saint-Denis    | 78.457      |

## Jugadors emblemàtics
| - Michel Arino - Lucien Augras - Georges Baladié - Max Barrau - Mathieu Barrau - Guy Basquet - Jean-Paul Baux - Christian Béguerie - Jean-Baptiste Bédère - Abdelatif Benazzi - René Bénésis - Philippe Benetton - Pierre Berbizier - Philippe Bérot - Paul Biémouret - Jean Boubée | - Guillaume Bouic - Christian Califano - Olivier Campan - Rupeni Caucaunibuca - Georges Carabignac - Jean Clavé - David Couzinet - Jean-Jacques Crenca - Marc Dal Maso - Jean-Louis Dehez - Christian Delage - Santiago Dellape - Daniel Dubroca - Yves Duffaut - Jean-Louis Dupont | - Louis Echave - Pépito Elhorga - Dominique Erbani - Albert Ferrasse - Jacques Fort - Alessio Galasso - François Gelez - Eric Gleyze - Jacques Gratton - Pierre Guilleux - Eusebio Guinazu - Marius Guiral - Francis Haget - Omar Hasan - Cédric Heymans | - Jean-Claude Hiquet - Thierry Labrousse - Bernard Lacombe - Pierre Lacroix - Luc Lafforgue - Christophe Lamaison - Grégoire Lascubé - Michel Lasserre - Serge Lassoujade - Marcel Laurent - Bernard Lavigne - Joël Llop - Matthieu Lièvremont - Gérard Magnac - Jean-Claude Malbet | - Christophe Manas - Jean Matheu-Cambas - Christian Matkowski - Jean-Michel Mazas - Patrick Mazzer - Kees Meeuws - Jérôme Miquel - Pierre Montlaur - Philippe Mothe - Djalil Narjissi - Charles Nieucel - Guy Pardiès - Aaron Persico - Philippe Piacentini - Alain Plantefol | - Michel Pomathios - Christophe Porcu - Jean-Pierre Razat - Jean-Michel Renaud - Jean-Baptiste Rué - Robert Samatan - Philippe Sella - Michel Sitjar - Laurent Seigne - Conrad Stoltz - Jean-Louis Tolot - Bruno Tolot - Max Vigerie - Bernard Viviès - Francesco Zani |

## Clubs d'aficionats
- Armandie Fans 2000
- La Tribu des supporters
- Le Club des supporters
- Ovalie 47